# Кох, Ольга Борисовна
О́льга Бори́совна Кох (род. 6 марта 1952 года) — российский историк, доктор исторических наук, и. о. директора Российского института истории искусств.

## Биография
Родилась в 1952 году. В 1977 году окончила Ленинградский государственный университет имени А. А. Жданова. Работала старшим научным сотрудником Государственного музея политической истории России, затем заместителем директора по внешним связям и работе с посетителями. В 1987 году защитила кандидатскую диссертацию «Крестьянский двор и крестьянская семья на Русском Севере в конце XVII—XVIII вв.». В 1991—2005 годах работала хранителем фонда редкой книги в Музее политической истории.
С 1990 года преподавала в Ленинградском государственном институте культуры им. Н. К. Крупской (СПбГУКИ) на кафедре истории. Доктор исторических наук (2006, диссертация «Михаил Иванович Семевский: опыт аналитической биографии»; официальные оппоненты В. Е. Кельнер, Г. А. Тишкин и В. А. Петрицкий), профессор (2008). В 2011—2013 годах — проректор СПбГУКИ по научной работе.
В июне 2013 года назначена и. о. директора Российского института истории искусств.